# Buddy Matthews
Matthew Murphy Adams (Melbourne, 26 de setembro de 1988) é um lutador de luta livre profissional australiano. Atualmente trabalha para a All Elite Wrestling sob o nome de ringue Buddy Matthews como parte da House of Black.

## Na luta livre
- Movimentos de finalização
  - Como Buddy Murphy/Murphy
    - Murphy's Law (Running brainbuster ou um pumphandle Death Valley Driver)[5]

  - Como Matt Silva
    - Lights Out (Electric chair caindo em um German suplex)[6]
    - Silva Breaker (Running brainbuster)[6]
- Movimentos secundários
  - Como Matt Silva
    - Silva Shock (Pumphandle neckbreaker)[7]
    - Silva Star Press (Standing or a running shooting star press)[7]
    - Silva Bullet (Missile dropkick)[7]

  - Como Buddy Murphy/Murphy
    - Apron Belly-to-back suplex
    - Calf Kick
    - Diving Double knees no rosto de um adversário sentado
    - Dropkick
    - Slingshot somersault senton
    - Superkick
- Com Wesley Blake/Blake
  - Movimentos de finalização da dupla
    - Running brainbuster (Murphy) seguido por um frog splash (Blake)[8][9][10]
- Managers
  - Alexa Bliss[11]
- Alcunhas
  - "The Juggernaut" (como Matt Silva)[12]
- Temas de entrada
  - "Robot Rock" por Daft Punk[7] (Circuito independente)
  - "Action Packed" por Kosinus (NXT; 1 de dezembro de 2014 – 20 de maio de 2015; usado enquanto fazia dupla com Blake)
  - "Opposite Ends of the World" por CFO$ (NXT; 20 de maio de 2015 – presente)

## Campeonatos e prêmios
- Melbourne City Wrestling
  - MCW Heavyweight Championship (1 vez)[13]
- Professional Championship Wrestling
  - PCW State Championship (1 vez)[6][14]
- Pro Wrestling Illustrated
  - PWI colocou-o em 116º na lista dos 500 melhores lutadores na PWI 500 em 2015[15]
- WWE NXT
  - NXT Tag Team Championship (1 vez) – com Blake[16]
- WWE
  - WWE Cruiserweight Championship (1 vez)
  - Raw Tag Team Championship (1 vez) - com Seth Rollins